# Arnaud Di Pasquale
Arnaud Di Pasquale   (Casablanca, 11 de febrer de 1979) és un exjugador de tennis professional francès.
Va destacar en categoria júnior arribant a ser número 1 del rànquing individual l'any 1997, guanyant el US Open (1997) individualment, i sent finalista en el Roland Garros (1997) en dobles junt a Julien Jeanpierre. En el circuit professional no va tenir gaire èxit i només va aconseguir un títol individual l'any 1999, i va arribar a ocupar el lloc 39 del rànquing individual l'any 2000. Va guanyar la medalla de bronze olímpica en els Jocs Olímpics de Sydney de 2000 en categoria de individual derrotant el suís Roger Federer en la final de consolació.

## Jocs Olímpics

### Individual
| Any  | Campionat                        | Oponent       | Resultat            |
| ---- | -------------------------------- | ------------- | ------------------- |
| 2000 | Jocs Olímpics, Sydney, Austràlia | Roger Federer | 7−6(5), 6−7(7), 6−3 |

## Palmarès

### Individual: 2 (1−1)
| Llegenda (pre/post 2009)                                 |
| -------------------------------------------------------- |
| Grand Slams (0−0)                                        |
| Tennis Masters Cup / ATP Finals (0−0)                    |
| ATP Masters Series / ATP World Tour Masters 1000 (0−0)   |
| ATP International Series Gold / ATP World Tour 500 (0−0) |
| ATP International Series / ATP World Tour 250 (1−1)      |

| Títols per superfície |
| --------------------- |
| Dura (0−0)            |
| Gespa (0−0)           |
| Terra batuda (1−1)    |

| Resultat  | Núm. | Data                   | Torneig           | Superfície   | Oponent             | Marcador    |
| --------- | ---- | ---------------------- | ----------------- | ------------ | ------------------- | ----------- |
| Finalista | 1.   | 21 de setembre de 1998 | Bucarest, Romania | Terra batuda | Francisco Clavet    | 1−6, 6−7(2) |
| Guanyador | 1.   | 4 d'octubre de 1999    | Palerm, Itàlia    | Terra batuda | Alberto Berasategui | 6−1, 6−3    |

## Trajectòria

### Individual
| Open d'Austràlia | A     | 1R    | A     | 1R          | A           | 1R          | A   | Q1  | A   | 0 / 3   | 0 – 3   |
| Roland Garros | 1R    | 4R    | 1R    | 1R          | 4R          | A           | 1R  | A   | Q1  | 0 / 6   | 6 – 6   |
| Wimbledon | A     | 1R    | 2R    | A           | A           | A           | A   | A   | A   | 0 / 2   | 1 – 2   |
| US Open | 2R    | 1R    | 2R    | 1R          | Q2          | A           | 1R  | A   | A   | 0 / 5   | 2 – 5   |
| Jocs Olímpics | NC    | NC    | 3r    | No celebrat | No celebrat | No celebrat | A   | NC  | NC  | 0 / 1   | 4 – 1   |
| Total Victòries−Derrotes                                                                                                  | 11−10 | 24−26 | 17−25 | 6−19        | 7−5         | 1−4         | 3−9 | 0−0 | 0−0 | 69 – 98 | 69 – 98 |
| Rànquing a final d'any | 81    | 47    | 60    | 144         | 98          | 517         | 234 | 488 | 351 |         |         |
| Llegenda: G: Guanyador; F: Finalista; SF: Semifinalista; QF: Quarts de final; Q: Qualificació; A: Absent; RR: Round Robin |       |       |       |             |             |             |     |     |     |         |         |